# 1977 у футболі
Нижче наведені футбольні події 1977 року у всьому світі.

## Засновані клуби
- ГКС (Белхатув) (Польща)
- Кобрелоа (Чилі)
- Одинадцять людей в польоті (Свазіленд)

## Національні чемпіони
- Англія: Ліверпуль
- Аргентина: Бока Хуніорс
- Бразилія: Сан-Паулу
- Італія: Ювентус
- Нідерланди: Аякс (Амстердам)
- СРСР: Динамо (Київ)